# غاري كلارك (لاعب دوري الرغبي)
غاري كلارك (بالإنجليزية: Garry Clark)‏ هو لاعب دوري الرغبي بريطاني، ولد في 4 يناير 1965.